# J. J. Hardy
Pour les articles homonymes, voir James Hardy et Hardy.
James Jerry Hardy, né le 19 août 1982 à Tucson (Arizona) aux États-Unis, est un joueur américain de baseball évoluant en Ligue majeure de baseball. 
Ce joueur d'arrêt-court compte deux sélections au match des étoiles, en 2007 et 2013. Il remporte le Gant doré du meilleur arrêt-court défensif de la Ligue américaine en 2012 et 2013 et le Bâton d'argent du meilleur joueur offensif à sa position en 2013.

## Carrière

### Brewers de Milwaukee
Après des études secondaires à la Sabino High School de Tucson (Arizona), J. J. Hardy est drafté le 5 juin 2001 par les Brewers de Milwaukee au deuxième tour de sélection. 
Il passe quatre saisons en Ligues mineures avant d'effectuer ses débuts en Ligue majeure le 4 avril 2005. Avec les Brewers, il obtient 50 points produits en 124 parties lors de sa saison recrue.
Après une saison 2006 où il ne participe qu'à 35 matchs en raison de blessures, il s'illustre en 2007 avec 26 coups de circuit et 80 points produits, ce qui lui vaut une invitation au match des étoiles du baseball majeur.
En 2008, Hardy affiche sa meilleure moyenne au bâton à ce jour (,288) et frappe 24 circuits, produisant 74 points. Il aide Milwaukee à se qualifier pour les éliminatoires pour une première fois en 26 ans et frappe dans une moyenne de ,429 (6 coups sûrs en 14) contre les Phillies de Philadelphie en Série de divisions.

### Twins du Minnesota
Victime d'une nette baisse de régime en 2009 avec 11 longues balles et 47 points produits, il est échangé, le 6 novembre, aux Twins du Minnesota en retour du voltigeur de centre Carlos Gómez. Le déclin de ses performances offensives se poursuit au Minnesota, avec une six coups de circuit et 38 points produits en 101 matchs, mais sa moyenne au bâton (,268) est à la hausse.

### Orioles de Baltimore

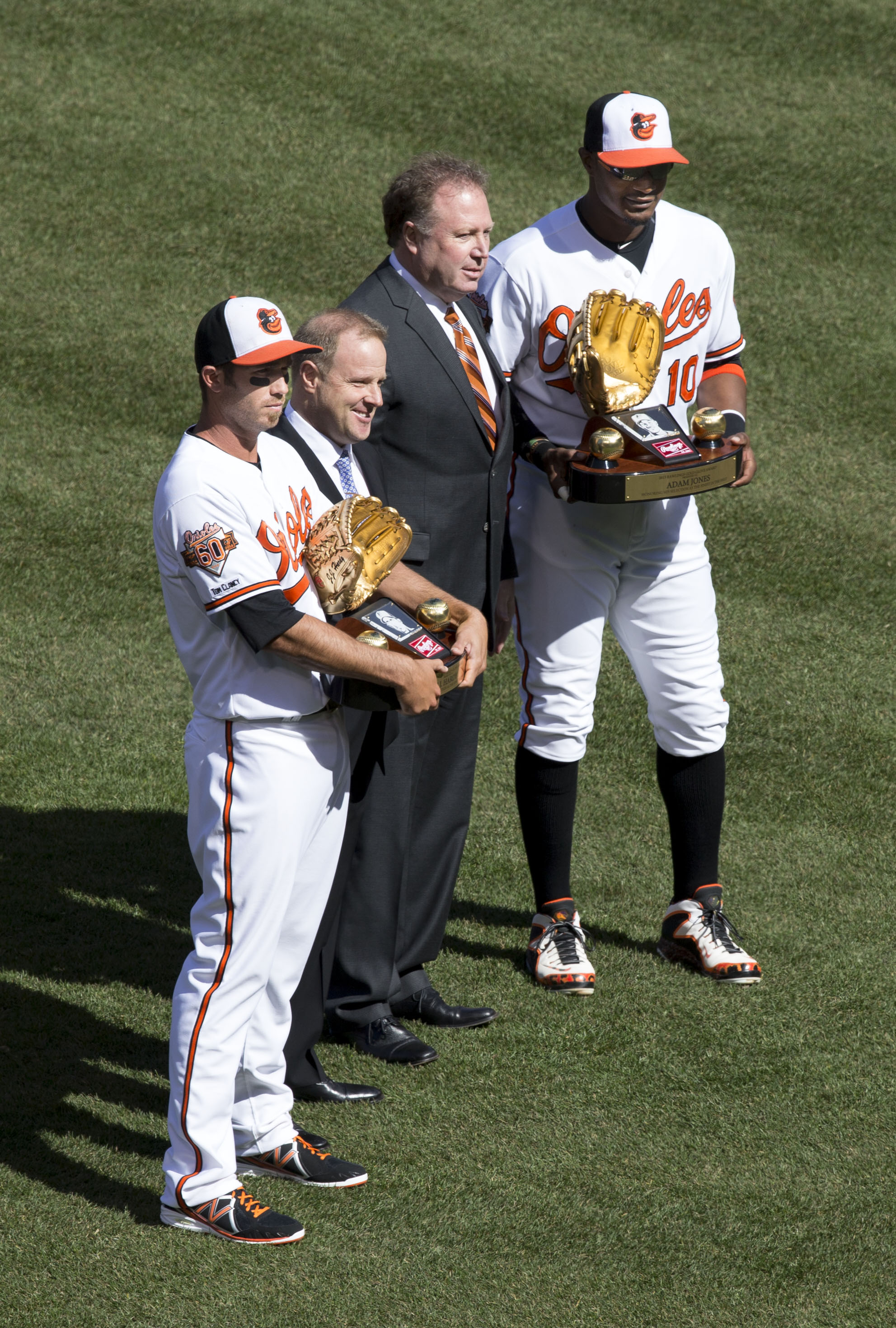
J. J. Hardy (à gauche) pose avec son second Gant doré, remporté en 2013.

Le 9 décembre 2010, les Twins échangent Hardy le joueur d'avant-champ Brendan Harris aux Orioles de Baltimore en retour des lanceurs Brett Jacobson et Jim Hoey. Hardy frappe 30 circuits, un nouveau record personnel, en 2011 et il égale son meilleur total de points produits en une saison (80). Il atteint ce total en 129 parties plutôt qu'en 151 comme à son autre saison de 80 points produits avec Minnesota en 2007. Il affiche la meilleure moyenne de puissance (,491) cette saison-là parmi les joueurs des Orioles.
En 2012, Hardy remporte son premier Gant doré du meilleur arrêt-court défensif de la Ligue américaine. En attaque, il ne frappe que pour ,238 mais claque 22 circuits et produit 68 points en 158 parties des Orioles, avec qui il joue en éliminatoires. Il frappe deux coups sûrs et produit un point dans le match de meilleur deuxième qui permet aux Orioles d'éliminer les Rangers du Texas mais est limité à seulement 3 coups sûrs en 22 présences au bâton, pour une faible moyenne de ,143, dans la Série de division contre les Yankees de New York. 
En 2013, Hardy est voté joueur d'arrêt-court partant de l'équipe de la Ligue américaine au match des étoiles. Il honore sa seconde sélection à la classique de mi-saison. Gagnant d'un second Gant doré en deux ans, Hardy met la main sur son premier Bâton d'argent du meilleur joueur offensif à sa position : il claque 25 circuits, produit 76 points en 159 rencontres et hausse sa moyenne au bâton à ,263.
En 2014, sa production offensive baisse quelque peu avec seulement 9 circuits et 52 points produits en 141 matchs. Il maintient une moyenne au bâton de ,268 mais sa moyenne de puissance chute de ,433 à ,372. Le 9 octobre 2014, Hardy renonce à devenir agent libre après les séries éliminatoires et accepte une prolongation de contrat de 3 saisons à 40 millions de dollars.
Hardy connaît une décevante saison 2015 où il ne frappe que pour ,219 avec 8 coups de circuit en 114 matchs joués. Il rate les 25 premières parties de l'équipe, souffrant d'une blessure à l'épaule gauche qui l'ennuie toute la saison, même s'il reste dans l'effectif.

## Statistiques
| Saison | Équipe    | G   | AB   | R   | H   | 2B  | 3B | HR | RBI | SB | BA    |
| ------ | --------- | --- | ---- | --- | --- | --- | -- | -- | --- | -- | ----- |
| 2005   | Milwaukee | 124 | 372  | 46  | 92  | 22  | 1  | 9  | 50  | 0  | 0,247 |
| 2006   | Milwaukee | 35  | 128  | 13  | 31  | 5   | 0  | 5  | 14  | 1  | 0,242 |
| 2007   | Milwaukee | 151 | 592  | 89  | 164 | 30  | 1  | 26 | 80  | 2  | 0,277 |
| 2008   | Milwaukee | 146 | 569  | 78  | 161 | 31  | 4  | 24 | 74  | 2  | 0,283 |
| 2009   | Milwaukee | 115 | 414  | 53  | 95  | 16  | 2  | 11 | 47  | 0  | 0,229 |
| 2010   | Minnesota | 101 | 340  | 44  | 91  | 19  | 3  | 6  | 38  | 1  | 0,268 |
| Totaux | Totaux    | 672 | 2415 | 323 | 634 | 123 | 11 | 81 | 303 | 6  | 0,263 |

| Saison | Équipe    | G | AB | R | H | 2B | 3B | HR | RBI | SB | BA    |
| ------ | --------- | - | -- | - | - | -- | -- | -- | --- | -- | ----- |
| 2008   | Milwaukee | 4 | 14 | 2 | 6 | 1  | 0  | 0  | 2   | 0  | 0,429 |
| 2008   | Minnesota | 3 | 10 | 0 | 1 | 1  | 0  | 0  | 0   | 0  | 0,100 |
| Totaux | Totaux    | 7 | 24 | 2 | 7 | 2  | 0  | 0  | 2   | 0  | 0,292 |

Note : G = Matches joués ; AB = Passages au bâton; R = Points ; H = Coups sûrs ; 2B = Doubles ; 3B = Triples ; 
HR = Coup de circuit ; RBI = Points produits ; SB = Buts volés ; BA = Moyenne au bâton.